# 王德新
王德新（1550年—1612年），字應明，號儆所，江西吉安府安福縣人，民籍，明朝政治人物。

## 生平
萬曆四年（1576年）丙子科江西鄉試第十一名。萬曆八年（1580年）登庚辰科会试第二十五名，二甲第六名進士。礼部觀政，授南京兵部主事，丁憂归乡。十一年复除刑部主事，十三年主考四川乡试，十五年抗疏援诸御史，申救工部尚书何起鸣，下诏狱，斥为民。
萬曆二十二年（1594年）起补南京工部主事，丁母憂，二十六年迁光禄寺丞。所著有《儆所先生集》。萬曆三十九年参加青原會，四十年冬卒。

## 家族
曾祖父王衡，曾任壽官；祖父王宗舜，曾任教諭；父親王士望，贈兵部主事。前母朱氏；母顔氏。